# Paul Kray
Baronul Paul Kray de Krajova și Topolya (în germană Paul Freiherr Kray von Krajova und Topola; în maghiară Krajovai és Topolyai báró Kray Pál; n. 5 februarie 1735, Kežmarok, Prešovský kraj, Slovacia – d. 19 ianuarie 1804, Pesta, Regatul Ungariei) a fost un general austriac care a comandat unități militare habsburgice în Războiul de Șapte Ani (1756-1763), Războiul Bavarez de Succesiune (1778-1779), Războiul Austro-Turc (1787-1791) și Războaiele Revoluției Franceze (1792-1802).
S-a născut în Késmárk, Ungaria de Sus (azi: Kežmarok, Slovacia). S-a retras temporar din serviciul militar în 1792 din cauza sănătății precare, dar în 1793 a fost rechemat și repartizat în Armata Habsburgică din Țările de Jos, la cererea feldmareșalului Josias de Saxa-Coburg, și a luptat în Campania din Flandra.
În 1799 a fost numit comandant al forțelor austriece în Italia și colonel-proprietar al Regimentului 34 Infanterie, poziție ceremonială pe care a deținut-o până la moartea sa. La 18 aprilie 1799 Kray a fost avansat la gradul de Feldzeugmeister. În campania din 1800, Kray a comandat armata austriacă de pe cursul superior al Rinului, însărcinată cu apărarea drumurilor de acces către Viena prin statele germane. După un șir de manevre ale armatei franceze, armata austriacă a fost învinsă dezastruos în cinci bătălii succesive. După Bătălia de la Neuburg, francezii au stăpânit ambele maluri ale fluviului Dunărea și au deschis calea navigabilă de acces până la Regensburg. În cursul armistițiului încheiat ulterior, împăratul Francisc al II-lea l-a înlocuit pe Kray cu fratele său, arhiducele Ioan; Kray a fost trecut în rezervă la 28 august 1800 și s-a retras în orașul Pesta. A murit acolo la 19 ianuarie 1804. Pentru toate victoriile sale, pentru combativitatea sa acerbă de pe câmpul de luptă, soldații francezi l-au poreclit Le terrible Kray, le fils cher de la victoire, iar militari din ambele tabere aflate în conflict au participat la înmormântarea sa în 1804.

## Biografie

### Începutul carierei
Kray s-a născut în orașul Késmárk din Ungaria de Sus (azi: Kežmarok, Slovacia). A urmat studii de matematică și de științe militare la Schemnitz și Viena.
A fost înrolat în Armata Austriacă în 1754, la vârsta de 19 ani, a fost repartizat în Regimentul 31 Infanterie „Hallerstein” și a luptat în Războiul de Șapte Ani. A devenit locotenent în 1758 și căpitan în 1763 în Regimentul Nadasdy. În 1778 a fost avansat de la gradul de căpitan de grenadieri la gradul de maior și mutat în Regimentul 39 Infanterie „Preysach”. După Războiul Bavarez de Succesiune a fost transferat în Regimentul 2 Infanterie Szeckler Grenz (de frontieră) cu gradul de locotenent-colonel. În 1784 a înăbușit Răscoala țăranilor români din Transilvania. Kray a luptat în Războiul Austro-Turc din 1787-1791. La 10 mai 1788 a învins o forță otomană superioară de 5.000 de militari, comandată de Osman Pazvantoğlu și Kara Mustafa Pașa, la granițele Transilvaniei. El a reușit capturarea fortăreței Craiova și a fost decorat pentru acest succes militar la 21 decembrie 1789 cu Crucea de Cavaler al Ordinului militar Maria Terezia. În luna mai 1790 colonelul Kray a fost avansat la gradul de general-maior și ulterior, la 9 august 1792, a fost înnobilat de împăratul Francisc I cu titlul de Freiherr „von Krajow und Topolya”, primind cu această ocazie domeniul Topolya din Voivodina (azi Bačka Topola din Serbia). În Războiul Austro-Turc din 1787-1791 a efectuat un serviciu militar activ la Petroșani și în Pasul Vulcan.

### Războiul Primei Coaliții
Retras la Pesta după ce fusese constrâns să demisioneze din armată în 1791, generalul Kray a fost rechemat doi ani mai târziu pentru a comanda garda avansată a Aliaților aflați sub comanda prințului de Coburg, care a luptat în Flandra și în Olanda Austriacă. S-a distins în bătăliile de la Famars, Menin, Wissembourg, Charleroi, Fleurus și, de fapt, la aproape fiecare confruntare cu armatele Republicii Franceze din Campania din Flandra (1792-1795). Kray a fost avansat la gradul de Feldmarschalleutnant (general-locotenent) la 5 martie 1796 și a servit în armata arhiducelui Carol din zona cursului inferior al Rinului. La 19 iunie 1796, după Bătălia de la Wetzlar, l-a forțat pe generalul Jean-Baptiste Kléber să se retragă din Uckerath. El l-a învins, de asemenea, pe generalul de divizie francez Jean-Baptiste Jourdan în lupta de la Limburg din 16 septembrie 1796. A luat parte la diferite acțiuni militare, inclusiv la victoria de la Amberg (24 august 1796) și la Bătălia de la Würzburg (3 septembrie 1796), când, în calitate de comandant de divizie, a fost în mare parte responsabil pentru victoria arhiducelui Carol al Austriei. La 19 septembrie 1796 l-a capturat pe generalul de divizie François Séverin Marceau-Desgraviers, unul dintre cei mai abili și curajoși comandanți francezi ai timpului, care fusese grav rănit; el a dispus transportarea cadavrului generalului în linii franceze, însoțit de o gardă de onoare din Regimentul 35 Husari „Bethlen”. În celebra campanie din 1796, de pe Rin și Dunăre, a îndeplinit importanta sarcină de comandant de corp de armată. În anul următor a avut mai puțin succes, fiind învins în luptele de pe Lahn și de la Mainz. Mai rău, a fost surprins și învins de generalul francez Louis-Lazarre Hoche în Bătălia de la Neuwied din 1797. Kray a fost acuzat de neglijență; o curte marțială l-a găsit vinovat și l-a condamnat la două săptămâni de arest. Și-a oferit demisia în semn de protest, dar i-a fost refuzată.

### Războiul celei de-a Doua Coaliții
Kray a primit comanda unor trupe austriece din Italia în 1799 și a recucerit câmpia Lombardiei de la francezi. El a câștigat o confruntare acerbă la Legnago pe 26 martie. Pentru victoria sa asupra francezilor în Bătălia de la Magnano din 5 aprilie, a fost avansat la gradul de Feldzeugmeister (general-locotenent de artilerie). Această victorie a forțat armata franceză să se retragă pe râul Adda. Cu toate acestea, Kray a fost înlocuit de Michael von Melas, care a sosit pentru a prelua comanda forțelor austriece. În timp ce trupele de infanterie au câștigat alte două bătălii majore, Kray a coordonat cu succes asediile orașelor Peschiera del Garda și Mantova. În Bătălia de la Novi din 15 august 1799 a comandat un corp de armată alcătuit din cele două divizii conduse de generalii Peter Ott și Heinrich Bellegarde. La 6 noiembrie, Kray a fost învins de francezi într-o a doua confruntare la Novi Ligure.
În anul următor, el a comandat o armată austriacă într-o campanie militară desfășurată pe cursul superior al Rinului împotriva unei armate franceze comandate de generalul de divizie Jean Moreau. Ca urmare a înfrângerilor suferite în bătăliile de la Stockach, Messkirch, Biberach, râul Iller și Höchstädt, armata lui Kray a fost împinsă către Ulm. Cu toate acestea, printr-un marș iscusit în jurul flancului lui Moreau, ea a reușit să se îndrepte spre Boemia. După semnarea armistițiului franco-austriac la 15 iulie 1800, generalul Kray a fost eliberat de la comandă de împăratul Francisc al II-lea și a fost trecut în rezervă la 28 august. Succesorul lui Kray, arhiducele Ioan de Austria a suferit o înfrângere dezastruoasă în Bătălia de la Hohenlinden din decembrie 1800.
„Complet discreditat și profund demoralizat, generalul odată respectat s-a retras pe moșiile sale pentru a-și trăi viața în exil. Societatea austriacă putea fi crudă cu cei învinși. Atunci când corpul ofițeresc habsburgic l-a evitat, el a rămas aproape fără prieteni, iar amintirea frumoaselor sale servicii militare din timpul Războiului de Șapte Ani s-a șters. Mai târziu, arhiducele Carol avea să-i scrie lui Kray o scrisoare măgulitoare în care i-a explicat că acel comportament grosolan îndreptat împotriva lui provenea din invidia pentru victoriile sale anterioare.”
Kray a murit la Pesta (Ungaria) la 19 ianuarie 1804.

## Comentariu
Kray a fost unul dintre cei mai buni reprezentanți ai vechii armate austriece. Din cauza faptului că făcea parte dintr-un sistem învechit și incapabil, din obișnuință, să-și dea seama că avusese loc o schimbare a condițiilor războiului, el a eșuat în acțiunile militare întreprinse, dar inamicii săi l-au respectat, considerându-l un adversar curajos, iscusit și cavaleresc. El a fost cel care, la Altenkirchen, a avut grijă de generalul muribund François Séverin Marceau (1769 -1796), iar uniformele albe ale lui Kray și ale ofițerilor săi s-au amestecat cu uniformele albastre ale francezilor în procesiunea funerară a tânărului general al Republicii Franceze.

## Legături externe
- Biografie mai lungă în limba germană
- Aristocrația maghiară
- Kray de Digby Smith, compilat de Leopold Kudrna